# 杨溪乡 (鹰潭市)
杨溪乡是中华人民共和国江西省鹰潭市余江区下辖的一个乡。

## 行政区划
杨溪乡下辖以下村级行政区划单位：
夏梓村、杨溪村、璜源村、大塘村、江背村、塘井村、新危村和墩上村。